# Jacques Chapelle
 (octobre 2008).
Si vous disposez d'ouvrages ou d'articles de référence ou si vous connaissez des sites web de qualité traitant du thème abordé ici, merci de compléter l'article en donnant les références utiles à sa vérifiabilité et en les liant à la section « Notes et références ».
Jacques Chapelle est un céramiste français, né au Grand-Gentilly (actuel Gentilly, Val-de-Marne) le 21 mai 1721, et mort à Paris le 21 octobre 1773.

## Biographie
Jacques Chapelle affirmait être né à Paris et avoir été formé aux arts de la peinture et de la sculpture, ainsi qu'à la science de la chimie. Il dit s'être perfectionné dans son art en parcourant toutes les fabriques d'Europe et du monde pendant une dizaine d'années. Il se donnait les titres de pensionnaire du roi, membre de l'Académie, et démonstrateur de chimie. Tout ceci est démenti pour partie par un de ses anciens associés, Adrien Pierre Mignon, propriétaire de la manufacture de terres anglaises, dite Manufacture de Pont-aux-Choux à Paris (1743-1788), avec lequel il fut en procès en 1769. Attaché à dénigrer son ancien partenaire, Mignon révèle que celui-ci serait le fils d'un simple manœuvrier trop rapidement disparu dont la veuve se remaria à un charcutier de la rue de Charonne à Paris. Vers 1735, la mère épousa en troisièmes noces un charretier. Jacques Chapelle fut successivement apprenti chez un cordonnier, un serrurier, puis chez un maréchal-ferrant. Il serait ensuite passé chez un faïencier du nom de Genest, qui tenait boutique au faubourg Saint-Antoine à Paris.
En 1739, il est au service d'Edmé Serrurier, autre faïencier originaire du Nivernais et, par son épouse, allié aux faïenciers rouennais Le Coq de Villeroy et Michel Poterat, directeur de la faïencerie, auquel Adrien Pierre Mignon succéda. L'esprit indépendant de Chapelle ne lui permettant pas de demeurer bien longtemps dans la même place, il passe ensuite chez un autre faïencier à Montereau, chez Le Mazois, puis revient chez Serrurier.
En 1743, il épouse Marguerite Agy à Paris, et est alors qualifié d'« ouvrier faïencier ». En 1745, il est modeleur en porcelaine à Vincennes, puis part à Strasbourg où il apprend à se servir d'un tour de potier. Il rentre ensuite à Paris où il fait une brève apparition à la manufacture de Mignon, et devient bientôt le collaborateur de l'architecte Louis-François de Bey, avec qui il décide de développer la manufacture créée en 1735 par ce dernier à Sceaux, sous la protection de la duchesse du Maine, qui est une fabrique de porcelaine tendre à la manière de la porcelaine de Saxe. Ce bâtiment était situé le long de la rue des Imbergères, et un de ses bâtiments subsiste au no 1 de cette rue. Des dépendances couraient le long de la rue du Docteur-Berger. Les associés fondateurs de la manufacture de Sceaux sont Gabriel Bagouze, Joseph Minard, Louis Bellot, Jacques Chapelle et Bey.
En 1752, ils attirent chez eux des artistes peintres de la Manufacture de Vincennes : Charles-François Becquet, Vincent Taillandier, et François Levavasseur, qui ne restent qu'une année et réintègrent Vincennes. Après avoir travaillé à Chantilly, Vincennes, Saint-Amand-les-Eaux et Tournai, le célèbre Gilles Dubois arrive également en 1752 à Sceaux chez Chapelle, où il est arrêté cette même année en compagnie du sculpteur Chanou qui avait aussi travaillé quelque temps chez Mignon ; leur arrestation est due à la plainte de Charles Adam, directeur de la Manufacture de Vincennes, qui les accuse de produire clandestinement de la porcelaine. Or, par arrêt du Conseil d'État du 24 juillet 1745, Charles Adam avait reçu le privilège de la fabrication de cette matière pour une durée de vingt ans, avec interdiction à quiconque d'en faire de semblable sous peine d'amendes. Adam fit donc appel au roi pour se plaindre des productions de Bey et Chapelle, lesquels se virent interdire de produire cette sorte de porcelaine. Les associés des deux hommes se retirèrent et vendirent leurs parts à Bey et Chapelle, qui durent rechercher un autre filon en fabriquant une faïence très fine dite faïence japonnée. Le 19 mai 1750, ils fondèrent un second établissement pour développer ce type de production qui n'existait nulle part ailleurs en France. Cette faïencerie prendra son essor et devenir une des plus importantes du royaume. Jean Lebeuf, qui visita la manufacture en 1752, dit y avoir vu travailler entre soixante et quatre vingts personnes. La mort de la duchesse du Maine en 1753 n'empêche pas la poursuite du développement de la manufacture. Chapelle dépose d'ailleurs une requête auprès de Trudaine pour jouir du titre de manufacture royale et d'un privilège. Par arrêt du Conseil du roi du 26 juin 1753, il obtient le droit de travailler en l'absence de privilège et de lettres patentes. C'est en 1754 qu'il ouvre son magasin à Paris, rue Saint-Honoré.
Chapelle sait s'entourer de gens qualifiés dont, en 1754, le peintre Joseph Jullien, en 1755, la seule femme de l'entreprise, Marie-Madeleine Ferté (qui épousa son collègue Louis Drancy  en 1756), les sculpteurs Jean-Louis de Strasbourg et Charles Symphorien Jacques et, en 1760, le peintre Jean Rothe de Strasbourg. En 1756 a lieu le transfert de la Manufacture royale de porcelaine de Vincennes à Sèvres.
En 1759, la mort de son associé de Bey laisse Jacques Chapelle, qui est alors directeur, seul exploitant de la manufacture grâce à la protection de Louis-Charles de Bourbon, comte d'Eu. Il devient donc propriétaire des bâtiments et de ses dépendances. En 1761, il achète une maison avec des bâtiments et jardins à côté de son entreprise. Malgré cela, il semble, d'après sa femme, avoir des difficultés financières. Il finit par louer cette entreprise le 12 juin 1763  pour une durée de neuf années à deux de ses employés : le sculpteur Jacques (père) et le peintre Joseph Jullien. Ceux-ci vont s'associer pour créer la Manufacture de Bourg-la-Reine et prendre la direction de celle de Mennecy-Villeroy. Enfin, le 29 août 1772, Jacques Chapelle vend l'ensemble de la propriété et la manufacture au sculpteur Richard Glot, lié au duc de Penthièvre, nouveau seigneur de Sceaux, de qui il sera le fondé de procuration en 1776. Chapelle va retourner vers Mignon avec lequel il va s'associer à la Manufacture de Pont-aux-Choux.
Mort rue du Temple à Paris le 21 octobre 1773, Jacques Chapelle est inhumé dans la paroisse parisienne de Saint-Nicolas des Champs.

## Marques
Rarement signées, ses œuvres sont très souvent marquées à la fleur de lys (armoiries de la duchesse du Maine) ou des initiales « C.S » désignant « Chapelle-Sceaux ». Sur la porcelaine, elles sont souvent en creux ou en sous glaçure et, sur faïence, elles sont peintes.
Plusieurs marques sont aujourd'hui attribuées à Jacques Chapelle :
- une fleur de lys peinte à l'image de celle des armoiries de la duchesse, de couleur soit bleue, rose ou verte ;
- trois fleurs de lys entre 1750 et 1755 ;
- une fleur de lys accompagnée de trois points de 1750 à 1755 ;
- une fleur de lys de 1755 à 1763 ;
- une fleur de lys encadrée des lettres « S » et « X »  vers 1763. Chapelle continuera à employer la fleur de lys après la mort de la duchesse du Maine en 1753 ;
- On trouve également la marque « Sceaux » manuscrite suivie d'une date de 1753 à 1755 ;
- « J.C. », ou la lettre « C », les deux avec ou sans date.

Il convient d'y ajouter les marques des peintres ayant travaillé avec lui :
- « C.B. », marque en gris pour Charles-François Becquet (à Sceaux en 1751) ou peut être « Chapelle-de Bey » (1755-1760) ;
- « PONCHE » attribué à Jean-Antoine Duponchet, peintre à Sceaux en 1755 ;
- « I.B.S.F. » et une fleur de lys attribuée par Mme Le Duc à Jean-Baptiste Sonnère, peintre à Sceaux en 1760 ;
- « S.P. » et une fleur de lys (1763) attribuée à Sceaux-Pétron, peintre à la manufacture de 1754 à 1767[5].

## Œuvres dans les collections publiques
- Écouen, musée national de la Renaissance ;
- Narbonne, musée d'art et d'histoire ;
- Paris :
  - musée des arts décoratifs ;
  - musée de l'Assistance Publique : 31 pièces de faïence d'officine marquées « C.S » avec une fleur de lys ;
  - musée du Louvre ;
- Sceaux, musée de l'Île-de-France :
  - Soupière en forme de chou décor, vers 1748, faïence stannifère petit feu polychrome ;
  - Soupière et son présentoir, vers 1748, faïence stannifère, décor petit feu polychrome ;
  - Fontaine et sa vasque, vers 1748-1763, faïence stannifère à décor de petit feu polychrome[6] ;
- Sèvres, musée national de Céramique ;
- Strasbourg, musée des arts décoratifs ;
- Vernon, musée Alphonse-Georges-Poulain : assiette plate, vers 1750, liseré bleu en faïence demi-fine, cachet « S.X » sous la pièce, décor de brindilles en camaïeu bleu, reprise du motif sur l'aile de l'assiette[7].